# Голубянка азербайджанская
Голубянка азербайджанская (лат. Polyommatus aserbeidschanus) — вид бабочек из семейства голубянки.

## Этимология
aserbeidschanus (топонимическое) — «азербайджанская».

## Описание
Размах крыльев 25—30 мм. Основной фон верхней стороны крыльев у самцов кобальтово-голубого цвета, иногда с фиолетовым оттенком. В прикраевой области имеется налет из редких тёмных чешуек. Самка бурого цвета. Оранжевые прикраевые пятна у самок мелкие и довольно часто видны лишь у заднего угла заднего крыла. Нижняя сторона крыльев серовато-желтоватая, на передних крыльях с бежевым оттенком. На переднем крыле имеется перевязь из крупных чёрных пятен в светлых обводках, а также пятно у вершины центральной ячейки. На заднем крыле чёрные пятна мелкого размера.

## Ареал и места обитания
Закавказье, Турция, Северный Иран, Дагестан (Гимринский, Нуказль и Андийский хребты, окрестности Талги). Встречается на высотах от 600—800 до 2500 метров над уровнем моря.
Бабочки локально встречаются в сухих широких горных ущельях, предпочитая держаться участком с цветущей горно-степной растительностью, изредка летают по крупнощебнистым участкам ксерофитных степей.

## Биология
За год развивается одно поколение. Время лёта наблюдается в конце июня до конца августа. Яйца откладываются самкой по-штучно на листья кормового растения гусениц — Astragalus (Astragalus prilipkoanus). Зимуют гусеницы третьего возраста.